# Bogballe & Bredal
Bogballe & Bredal Investment A/S er en dansk producent af mineralgødningsspredere. Selskabet er et holdingselskab for virksomhederne Bogballe og Bredal, der begge producerer gødningsspredere. Virksomheden er ejet af flere pensions- og investeringsfonde igennem selskabet Erhvervsinvest. Samlet er der i Bogballe & Bredal ca. 100 ansatte.

## Bogballe A/S
I 1934 startede Bogballes grundlægger, Anders Peter Laursen, produktion af inventar til fjerkræavl i landsbyen Bøgballe. I starten af 1950’erne blev fokus flyttet til produktion af de velkendte, blå gødningsspredere. De har i dag ca. 20.000 m2 produktionsområde.

## Bredal A/S
Bredal A/S blev grundlagt i 1949 af Poul Thøgersen, som ejede den lokale smedje i Bredal, og Niels Sørensen, en opfindsom ung mand. I begyndelsen producerede de vogne, senere fulgte andre landbrugsmaskiner. Omkring 1965 begyndte de at fremstille kalk- og kunstgødningsspredere. De har et produktionsareal på 18.000 m2.